# John Carlson (Trompeter)
John Carlson (* 1959 in Greencastle) ist ein US-amerikanischer Jazztrompeter.
Carlson studierte an der Lawrence University in Wisconsin. Er wurde bekannt durch Aufnahmen mit dem Either/Orchestra, dem Charlie Kohlhase Quintet, dem Machito Orchestra, dem Palladium Orchestra, dem Ken Shaphorst Ensemble und in der Duoformation David Berkman/John Carlson. Er wirkte weiterhin als Coleader der Gruppen Dharma Nau und Perfumed Scorpion und leitet die Gruppe Free Range Rat.
Auf mehr als zwanzig Tourneen durch die USA, Kanada, Europa und Japan trat er u. a. beim Montreal, Ottawa und Toronto Jazz Festival, dem North Sea Jazz Festival, dem Pori Jazz Festival und dem Kyoto Jazz Festival auf. Als Solist trat und nahm er mit Musikern wie Bob Brookmeyer, Julius Hemphill, Sam Rivers, Chocolate Armeteros, John Tchicai, Dave Liebman, George Garzone, Tito Puente, Mike Stern, Cab Calloway, Burton Greene, Butch Morris, Warren Smith, Billy Hart, Jay Rosen, Douglas Yates, Joanne Brackeen, Armen Donelian und John Medeski auf.

## Diskografie
- Either Orchestra: Radium, 1987
- Either Orchestra: Brunt, 1993
- Charlie Kohlhase Quintet: Dart Night, 1995
- Either Orchestra: Across the Omniverse, 1996
- Free Range Rat, 1998
- Charlie Kohlhase: Dancing on my Bedpost, 1998
- Charlie Kohlhase Quintet: Play Free or Die
- Matt Wilson: Humidity, 2003
- William Gagliardi Quintet: Younger Dryas, 2004
- William Gagliardi Quintet: Memories of Tomorrow, 2005
- Free Range Rat: Nut Club, 2006
- Chris Kelsey Quartet: The Crookedest Straight Line, 2007